# Тройнин, Максим Валерьевич
Максим Валерьевич Тройнин (род. 16 января 1995, Ангарск, Иркутская область) — российский волейболист, доигровщик команды «Газпром-Югра», мастер спорта России.

## Биография

### Детство
Максим Тройнин родился в городе Ангарске Иркутской области. Рос обычным мальчишкой — гонял во дворе футбольный мяч, не особо стремился в школу (хотя и делал заметные успехи в изучении точных наук), задавал тон в семье своей активностью. Впервые волейбольный мяч Максим потрогал в 5 лет — отец стал брать с собой в зал для выброса энергии. Организованно заниматься волейболом начал в 10 лет в СДЮСШОР «Сибиряк». Первый тренер — Сохор Марк Александрович. Во время учёбы в СДЮСШОР неоднократно участвовал в городских, областных соревнованиях, занимая призовые места.

### Начало карьеры
К 14-летнему возрасту слегка перерос уровень местного детского волейбола. Играть хотелось. В родных местах к тому времени команды мастеров уже не существовало. По совету и стараниями первого тренера в 2009 году перебрался в Ханты-Мансийск, учился и тренировался в Югорском колледже-интернате олимпийского резерва под руководством Кизеевой Галины Петровны.
В спорте начинал на позиции центрального блокирующего.
В 2011 году в составе сборной Сибирского федерального округа (тренер Найко Андрей Николаевич) стал чемпионом России в возрастной группе 1995 г. р.
По окончании колледжа в 2012 году переезжает в Сургут, в команду «Звезда Югры» (тренер Ноздрин Андрей Сергеевич), готовящую молодое пополнение клубу суперлиги «Газпром-Югра». Тренировки совмещает с учёбой в Сургутском государственном университете.

### Первые успехи
Осенью 2012 года был приглашен в юношескую сборную России U-19 (игроки до 18 лет включительно), тренер Александр Кариков. В её составе в январе 2013 года участвовал в отборочном этапе чемпионата Европы (Елгава), в апреле 2013 года в финальном этапе чемпионата Европы (Белград, Лакташи), на котором юношеская сборная России заняла первое место. Эта победа дала команде путевку на участие в чемпионате мира среди юношей.
Чемпионат проходил в июне-июле 2013 года в мексиканских городах Тихуана и Мехикали. На турнире российская сборная завоевала золотые медали, а Максим был признан лучшим блокирующим турнира и вошёл в состав символической сборной мира.
В июле 2013 года в составе сборной принимает участие в XII летнем Европейском юношеском Олимпийском фестивале в Утрехте. Этот турнир также приносит российской команде золотые награды.

### Работа в клубе
В сезоне-2013/14 Максим Тройнин меняет игровое амплуа — руководство клуба посчитало, что во взрослом волейболе на позиции доигровщика больше перспектив. Спустя год он был выбран капитаном «Звезды Югры» и выиграл с ней золотую медаль чемпионата Молодёжной лиги и бронзу на Кубке Молодёжной лиги.
На сезон-2015/16 отдан на правах аренды в волейбольный клуб «Грозный».
Летом 2017 года вернулся в клуб «Газпром-Югра».

### Семейное положение
Женат (11.06.2016). Жена — Тройнина Елена Васильевна.  Дочь - Есения (01.03.2020).

## Статистика

### Матчи за «Звезда Югры»
| Турнир                                    | Матчи | Партии | Очки | Очки в атаке | Очки на блоке | Очки с подачи | Очки за партию |
| ----------------------------------------- | ----- | ------ | ---- | ------------ | ------------- | ------------- | -------------- |
| Чемпионат России-2011/12. Молодёжная лига | 31    | 97     | 177  | 105          | 35            | 37            | 1,82           |
| Чемпионат России-2012/13. Молодёжная лига | 11    | 32     | 67   | 55           | 9             | 3             | 2,09           |
| Чемпионат России-2013/14. Молодёжная лига | 23    | 56     | 133  | 100          | 20            | 13            | 2,38           |
| Чемпионат России-2014/15. Молодёжная лига | 21    | 65     | 157  | 129          | 18            | 11            | 2,42           |
| Всего                                     | 86    | 250    | 534  | 389          | 82            | 64            | 2,14           |

### Матчи за юношескую сборную России
| Турнир                                                | Матчи | Партии | Очки | Очки в атаке | Очки на блоке | Очки с подачи | Очки за партию |
| ----------------------------------------------------- | ----- | ------ | ---- | ------------ | ------------- | ------------- | -------------- |
| Чемпионат Европы среди юниоров 2013 (отборочный этап) | 5     | 16     | 32   | 19           | 11            | 2             | 2,00           |
| Чемпионат Европы среди юниоров 2013 (финальный этап)  | 7     | 24     | 53   | 28           | 18            | 7             | 2,21           |
| Чемпионат мира среди юниоров 2013                     | 8     | 25     | 60   | 36           | 22            | 2             | 2,40           |
| Европейский юношеский Олимпийский фестиваль 2013      | 5     | 19     | 53   | 35           | 12            | 6             | 2,79           |
| Всего                                                 | 25    | 84     | 198  | 118          | 63            | 17            | 2,36           |

## Достижения
- Чемпион Европы среди юношей (2013).
- Чемпион мира среди юношей (2013).
- Победитель XII летнего Европейского юношеского Олимпийского фестиваля 2013